# Neckarstadt-Ost
Neckarstadt-Ost ist einer der sechs inneren Stadtbezirke  von Mannheim und liegt am rechten Ufer des Neckars.

## Geographie
Der Stadtbezirk ist mit der Innenstadt durch zwei Straßenbrücken verbunden, der Kurpfalzbrücke und der Friedrich-Ebert-Brücke, über die die Bundesstraße 38 führt. Beide Brücken werden auch von Straßenbahnen genutzt. Außerdem verbindet eine Fußgängerbrücke, die auch als Neckarsteg bezeichnet wird, die Neckaruferbebauung Nord mit dem in der Oststadt gelegenen Collini-Center. Nachbarstadtteile sind Feudenheim, Innenstadt, Käfertal, Schwetzingerstadt/Oststadt, Waldhof und Neckarstadt-West.
Der Stadtbezirk ist seit dem 1. Januar 2020 in vier Stadtteile untergliedert. Westlich der B 38 befinden sich die dicht besiedelte Neckarstadt-Ost, nördlich angrenzend Herzogenried und die Neckarstadt-Nordost. Östlich der Bundesstraße liegt der Stadtteil Wohlgelegen („wohl gelegen“, in früheren Zeiten hochwassersicher auf dem Hochgestade oberhalb des Neckars).

## Geschichte
Im  Pfälzischen Erbfolgekrieg wurde Mannheim 1689 zerstört und die Einwohner mussten fliehen. Wenige der Vertriebenen ließen sich jenseits des Neckars auf den Sandhügeln (im „Wohlgelegen“) nieder, nannten ihre Niederlassung „Neu-Mannheim“ und fristeten in ärmlichen Hütten ein kümmerliches Leben. Nach Änderung der Lage rissen sie 1699 ihre Hütten nieder und zogen wieder in die Stadt. Dies hatte allerdings keine Auswirkung auf die Entwicklung der heutigen Neckarstadt-Ost.
1827 gründete Paolo Giulini nördlich des Neckars auf dem Grohof im „Wohlgelegen“ eine chemische Fabrik, die 1854 im Verein chemischer Fabriken aufging. 1842 wurde angrenzend der neue Hauptfriedhof jenseits des Neckars seiner Bestimmung übergeben. In den 1870er Jahren wurde an der Käfertaler Straße auf dem Gelände, das zuvor nur als unterirdisches Bierlager genutzt worden war, eine Brauerei errichtet, ein Vorläufer der heutigen Eichbaum-Brauerei. Das Krematorium ging 1901 in Betrieb. Im gleichen Jahr zog das Grenadierregiment 110 in die neue Kaiser-Wilhelm-Kaserne (nach 1945 US-Kaserne Turley Barracks) auf dem früheren Exerzierplatz ein.
Im Frühjahr 1902 erhielten die Straßen im ehemaligen Gewann Lange Rötter im Rahmen der beginnenden Wohnbebauung ihre Namen. Als Weiteres folgte ein Wohngebiet im Bereich zwischen Brauerei und Kaserne. Das Landesgefängnis (Justizvollzugsanstalt Mannheim) wurde 1909 fertiggestellt. Der Bau der „Städtischen Krankenanstalten“ (heute Universitätsklinikum Mannheim) im bisherigen Neckarpark zog sich nach 1910 über Jahre hin und wurde erst 1922 bezogen, der Neckarpark bereits 1917 als öffentliche Anlage geschlossen. 1913 wurde die Uhlandschule fertiggestellt, 1923 daneben die Melanchthonkirche. Nach 1922 erfolgte der Ausbau des Neckarufers oberhalb der Friedrichsbrücke (heute Kurpfalzbrücke) und die Errichtung von 200 Wohnungen auf dem Gewann Schafweide. 1926 wurde die Friedrich-Ebert-Brücke eröffnet.
1963 erfolgte der Umzug der Mannheimer Mess auf den „Neuen Meßplatz“, nachdem diese seit 1876 auf dem „Alten Meßplatz“ stattgefunden hatte. Mitte der 1970er Jahre wurde die Herzogenried-Siedlung in zeitlichem und räumlichem Zusammenhang mit der Bundesgartenschau 1975 am Herzogenriedpark erbaut, der etappenweise ab 1928 errichtet worden war. Mit dem Abzug der US-Streitkräfte wurde 2007 die Turley-Kaserne aufgegeben und ist Bestandteil der Konversionsmaßnahmen.

## Politik
Neckarstadt-Ost ist einer der sechs inneren Stadtbezirke. Nach der Hauptsatzung der Stadt Mannheim hat der Stadtbezirk einen Bezirksbeirat, dem 12 dort wohnende Bürger angehören, die der Gemeinderat entsprechend dem Abstimmungsergebnis der Gemeinderatswahl bestellt. Sie sind zu wichtigen Angelegenheiten, die den Stadtbezirk betreffen, zu hören und beraten die örtliche Verwaltung sowie Ausschüsse des Gemeinderats.
| Partei                      | 2019 | 2014 | 2009 | 2004 | 1999 | 1994 |
| --------------------------- | ---- | ---- | ---- | ---- | ---- | ---- |
| SPD                         | 3    | 3    | 4    | 5    | 5    | 5    |
| Grüne                       | 3    | 3    | 3    | 2    | 1    | 2    |
| CDU                         | 2    | 2    | 3    | 4    | 6    | 4    |
| FDP                         | 1    | 1    | 0    | 0    | 0    | 0    |
| Die Linke                   | 1    | 1    | 1    | 0    | –    | –    |
| Mannheimer Liste            | 1    | 1    | 0    | 1    | 0    | 0    |
| Alternative für Deutschland | 1    | 1    | -    | -    | –    | –    |

## Wirtschaft und Öffentliche Einrichtungen
In Neckarstadt-Ost/Wohlgelegen befinden sich das größte Krankenhaus Mannheims, das Universitätsklinikum, sowie der städtische Hauptfriedhof. An der Kurpfalzbrücke befinden sich die Kulturzentren Alte Feuerwache und Capitol. Im Norden liegt die Justizvollzugsanstalt Mannheim, das größte Gefängnis Baden-Württembergs. Eine grüne Oase bildet der Herzogenriedpark, in dessen Nähe sich die 2007 geschlossene Turley-Kaserne (US-Garnison Mannheim) befindet, die im Kaiserreich als Kaiser-Wilhelm-Kaserne gegründet wurde. Die Eichbaum-Brauerei ist im Wohlgelegen beheimatet. Hier befindet sich ebenfalls der Sitz der regionalen Tageszeitung Mannheimer Morgen und des privaten Radiosenders Radio Regenbogen. Der Alte Messplatz, der von der Alten Feuerwache, der Zwischennutzung ALTER und dem Capitol flankiert wird, ist der Dreh- und Angelpunkt zwischen der Neckarstadt-West und der Neckarstadt-Ost. Auf dem Gelände findet nicht nur das Stadtteilfest statt, sondern er dient mit seinen Wasser- und Lichtinstallationen auch als Treffpunkt für Jung und Alt.

## Verkehr
Am 30. Juni 2006 wurde die Neubaustrecke Schafweide nördlich der Neckaruferbebauung Nord in Betrieb genommen und wird von der Stadtbahnlinie 4 bedient. Im Westen der Neckarstadt-Ost fahren die Linien 1 und 3 durch die Waldhofstraße. Die Linie 2 führt sowohl im Westen als auch im Osten durch den Stadtteil. Die Linie 7 westlich der Neckarstadt-Ost verbindet den Stadtteil mit der Vogelstang. Alle Linien werden von der RNV betrieben.